# Pendeen

Pendeen est un village cornouaillais près de Trewellard et la ville de Penzance au Royaume-Uni. Le village est dans la paroisse de St Just (St Just in Penwith(en)).
On peut y observer des phoques. La mine d'étain de Geevor et le phare de Pendeen sont proches et l'église de Saint-Jean a été construite par les habitants vers 1851.

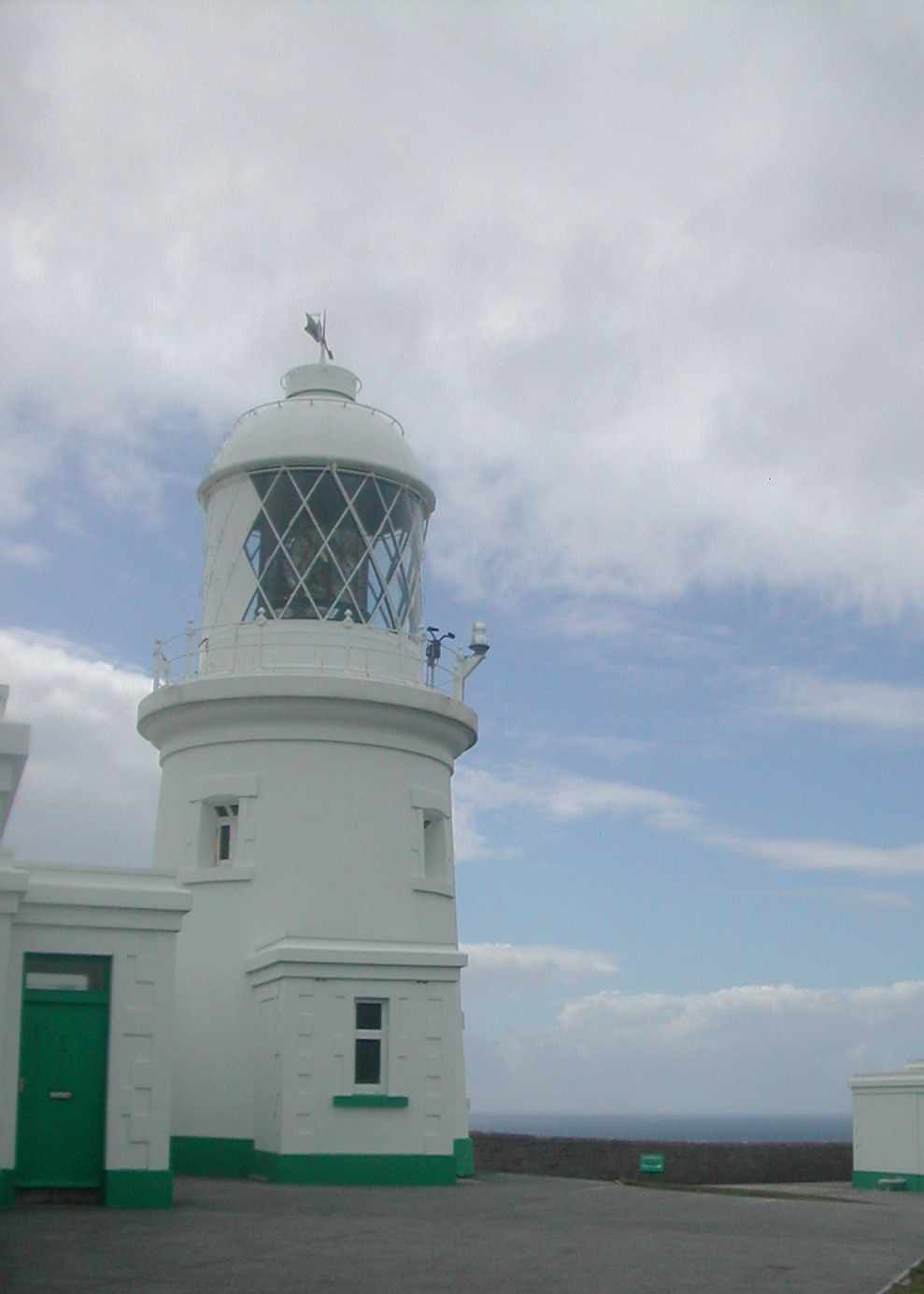
Phare de Pendeen

## Histoire
Le Faisceau moteur des mines du Levant, plus vieille machine à pomper l'eau dans les mines d'étain britanniques retrouvée par les archéologues a été installé dans les années 1840 à Pendeen.